# Livgardens 275 års jubilæum 1933
|  | Denne artikel er oprettet af botten Steenthbot ud fra en ekstern database. Den kan derfor have sproglige fejl eller mangler. Denne skabelon kan fjernes efter kontrol af indholdet. |

Livgardens 275 års jubilæum 1933 er en dansk dokumentarfilm fra 1933 instrueret af Leo Hansen.

## Handling
Del 3:
"Rekruttiden", "Hans Majestæt Kong Frederik IX overtager Livgarden...1947", Livgardens 290 Aar's Fødselsdag", "Livgarden årgang 1926 - I, 25 års jubilæum, 10 maj 1951"